# Меркурій Смоленський

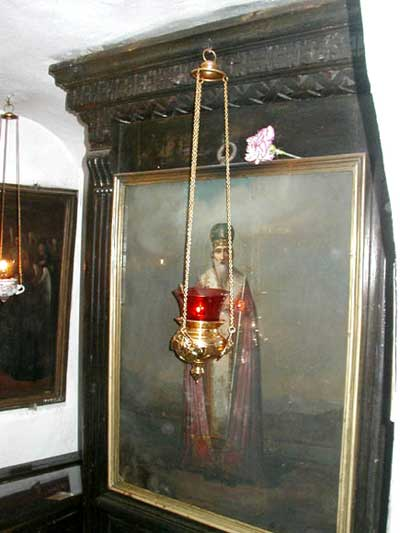
Преподобний Меркурій Смоленський, був ченцем Печерського монастиря в Києві, де і зберігаються його мощі.

Меркурій, єпископ Смоленський (? — 1239) — древньоруський православний святий часів середньовіччя. Преподобний.
За переказом — постриженик Печерського монастиря, який став єпископом Смоленська напередодні татарської навали і нібито загинув від ординців. Але ця версія малоймовірна, оскільки лаврський угодник не вважається преподобномучеником. Такого імені не зустрічається у списку смоленських владик. Вірогідніше ототожнювати прп. Меркурія — єпископа з його тезкою — святим мучеником і новим чудотворцем Смоленським, який врятував місто від татарського полону.
За іншою версією, єпископ Меркурій жив наприкінці XII—XIII століття і був наступником смоленського ієрарха Симона, який у 1197 році брав участь у похоронах князя Давида Ростиславича.
Його мощі спочивають у Ближніх печерах.
Пам'ять 11 жовтня і 20 серпня.

## Джерело
- Словник персоналій Національного Києво-Печерського історико-культурного заповідника[недоступне посилання з липня 2019] — ресурс використано за дозволом видавця.